# Arisa Gō
Arisa Gō (japanisch 郷 亜里砂, Gō Arisa; * 12. Dezember 1987 in Obihiro (Hokkaidō)) ist eine japanische Eisschnellläuferin, die bei den Olympischen Winterspielen 2022 in Peking Fahnenträgerin bei der Eröffnungsfeier war.

## Leben
Arisa Gō studierte Wirtschaft und graduierte 2010 von der Yamanashi Gakuin Daigaku in Kofu, an der viele erfolgreiche Sportlerinnen und Sportler studieren.

## Karriere
Arisa Gō begann in Hokkaidō im Alter von vier Jahren mit dem Eislauf.
Ihre ersten Welt-Cup-Siege gelangen ihr in der Saison 2016/2017. Sie erlangte Gold beim Team-Sprint in Heerenveen und Nagano sowie Silber im Team-Sprint in Stavanger. In der folgenden Saison 2017/2018 konnte sie in Heerenveen und Calgary im 500-Meter-Lauf den dritten Platz erreichen. Bei den Welt-Cup-Läufen in der Saison 2019/2020 erreichte sie im Team-Sprint in Minsk und in Nagano jeweils die Bronzemedaille. Gō wurde bei den Winter-Asienspielen 2017 in ihrem Geburtsort Obihiro mit 37,37 Sekunden auf 500 Metern Dritte. Im selben Jahr konnte sie beim Welt-Cup in Salt Lake City beim 500-Meter-Lauf mit 37,17 Sekunden ebenfalls die Bronzemedaille erkämpfen.
2019 startete Gō beim World Cup Speed Skating in Nagano im 1000-Meter-Lauf und belegte mit 1:16,503 Minuten den 10. Platz.
2018 nahm sie an den Olympischen Winterspielen in Pyeongchang in zwei Kategorien teil. Mit 37,67 Sekunden kam sie beim 500-Meter-Lauf auf den achten Platz und beim 1000-Meter-Lauf erlangte sie mit 1:15,84 Minuten den 13. Platz. Anschließend setzte sie eine Zeitlang mit den Eisschnelllauf-Wettkämpfen aus und trainierte Nachwuchssportler im Eisschnelllauf. Jedoch meldete sie sich vor den Olympischen Winterspielen 2022 in Peking zurück, bei denen sie Japan erneut repräsentierte und auch bei der Eröffnungsfeier Fahnenträgerin war. Sie startete dann beim 500-Meter-Lauf und erreichte mit 37,983 Sekunden den 15. Platz.
Im Mai 2022 verkündete Gō, dass sie ihre aktive Sportkarriere beendet. Allerdings sagte sie, dass sie weiterhin an ihrem Wohnort in der Präfektur Ehime als Nachwuchstrainerin aktiv bleiben wird.
Ihr Vorbild ist die Eisschnellläuferin und Radfahrerin Sayuri Ōsuga.

## Persönliche Rekorde
- 500 Meter: 2017 lief sie in Salt Lake City (USA) 37,05 Sekunden.
- 1000 Meter: 2017 lief sie in Calgary (Kanada) 1:14,07 Minuten.
- 1500 Meter: 2016 lief sie in Calgary (Kanada) 1:57,11 Minuten.[2]

## Auszeichnungen
Arisa Gō erhielt 2017 in Japan den Shiny Matsuyama Grand Prize.
2018 wurde sie mit dem Hokkaidō Sports Award ausgezeichnet.
Im April 2021 nahm sie an dem Fackellauf teil, der vor den Olympischen Sommerspielen 2020 in Tokio stattfand.